# Arte maconde
A arte dos macondes é multiforme, como na maioria dos povos, mas é conhecida internacionalmente pela escultura em madeira. Na região de onde os macondes são originários, no nordeste de Moçambique e sueste da Tanzânia, é conhecida também pela música e dança e pelos entrançados de palha, com que fazem belas esteiras, cestos e outros adereços para o lar.
A escultura maconde mais conhecida é feita em pau-preto, a madeira das árvores da espécie Dalbergia melanoxylon, também conhecidas internacionalmente pelo nome swahili “mpingo”. Estas esculturas têm três estilos principais:
- ”Shetani”, que significa “demónio”, são esculturas de figuras humanoides ou animais muito estilizadas;[2]
- ”Ujamaa”, que significa família ou união, e são formadas por uma quantidade de pessoas, seus instrumentos de trabalho e, por vezes animais domésticos, artisticamente unidos; e
- figurativo, incluindo imagens humanas ou de animais ou ainda, por influência da colonização, de imagens religiosas, como crucifixos e imagens de Cristo ou de Nossa Senhora.

Um outro tipo de escultura, mas com outro significado cultural são as máscaras “Mapico”, tradicionalmente usadas nas cerimónias finais e públicas dos ritos de iniciação masculina. Estas máscaras são normalmente feitas com uma madeira leve e clara, muitas vezes da sumaúma brava, amplamente ornamentadas com panos e penas, e são colocadas sobre a cabeça do dançarino, de modo que ele consegue olhar pela boca da máscara. As cabeças são de animais ou pessoas, complementadas com pelos ou cabelo naturais, e podem caricaturar personagens conhecidas da comunidade, incluindo dirigentes ou antigos colonos ou militares.
De nacionalidade tanzaniana, um dos artistas macondes mais conhecidos na Europa foi George Lilanga, escultor e pintor.